# Sociedad Científica de Gales

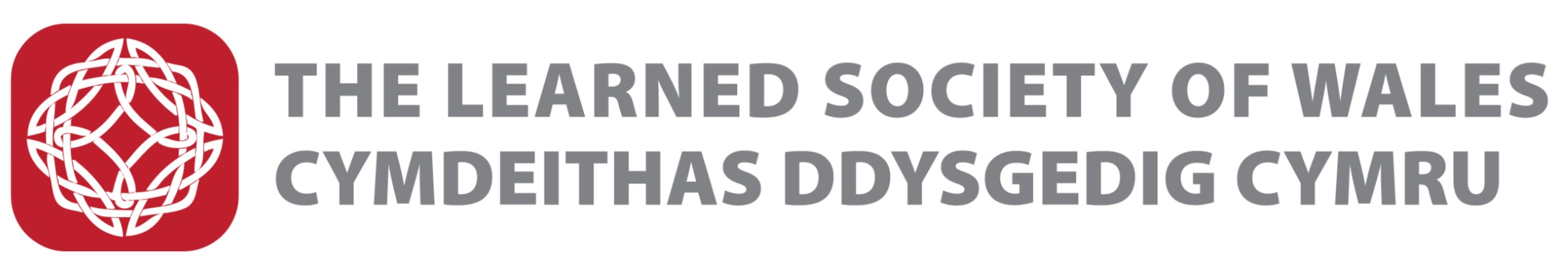
Logo de la Sociedad Científica de Gales

La Sociedad Científica de Gales (Learned Society of Wales en inglés; Cymdeithas Ddysgedig Cymru en galés) es una asociación que existe para “celebrar, reconocer, preservar, proteger y fomentar la excelencia en todas las disciplinas académicas”.
La Sociedad fue inaugurada el 25 de mayo de 2010 en el Museo Nacional de Gales. Tiene su base en Cardiff.
La membresía a la Sociedad está abierta a residentes galeses, a los nacidos en Gales, quienes tengan una conexión particular con Gales, quienes posean un "registro demostrable de excelencia y logros" en la academia, o quienes hayan hecho una contribución distinguida al conocimiento en su campo profesional.  
Los miembros de la Sociedad Científica de Gales están autorizados para referirse a sí mismos como tal y usar las iniciales FLSW (iniciales del título en inglés, Fellow of the Learned Society of Wales) después de su nombre. El Presidente fundador de la Sociedad y Presidente del Consejo es Sir John Cadogan.
El sitio web de la Sociedad es http://www.learnedsocietywales.ac.uk